# Булах Аміна Віталіївна
Аміна Булах (15 вересня 2001, Кропивницький — 14 листопада 2019, Тарасівка, Київська область) — українська боксерка. 
Срібна призерка молодіжного міжнародного турніру в місті Щецин (Польща-2018). 
Бронзова призерка молодіжного чемпіонату Європи (Болгарія-2019). Чемпіонка України. 
Вихованка Кропивницької ДЮСШ № 1 Аміна Булах виборола золоту нагороду у ваговій категорій 64 кг, виконала норматив майстра спорту України з боксу та була зарахована до основного складу збірної команди України серед молоді. Член жіночої молодіжної збірної України.
14 листопада 2019 року у селі Тарасівка Києво-Святошинського району потяг, який прямував за маршрутом Київ — Фастів, збив Аміну Булах насмерть. Трагедія сталася просто на залізничному переїзді, причиною смерті спортсменки стали навушники, через які Аміна Булах не почула звук потягу, який наближався.